# Ана Стояновска
Ана Стояновска (на македонска литературна норма: Ана Стојановска) е северномакедонска телевизионна, филмова и театрална актриса. 

## Биография
Родена е на 29 юли 1988 година в град Скопие, тогава в Социалистическа федеративна република Югославия, днес в Северна Македония, в актьорско семейство - нейният дядо по майчина линия е югославският актьор Ацо Йовановски, баща ѝ е актьорът Ненад Стояновски. Майка ѝ Силвия, както и по-голямата ѝ сестра Яна също са актриси. Баба ѝ по бащина линия е от Сърбия.
Завършива Факултета по драматични изкуства към Скопския университет, в актьорския отдел в класа на Кирил Ристоски и Зоя Бузалковска в 2010 година. Работи в Македонския национален театър от 2013 година, където играе множество роли.

## Театрография
- Вампирка — „Дракула“, Деян Дуковски, р. Срѓан Јаниќијевиќ, МНТ, 2008;
- Грейс Станер — „Гняв“, Стивън Кинг, р. Зоя Бузалковска, Факултет за драматични изкуства, 2010;
- Слугиня — „Въртелешка“, Артур Шницлер, р. Оливер Мицевски, Продукция ХИ-ФИ;
- Беба — „Грев или шприцер“, Сашко Насев, р. Деан Дамяновски, Драматичен театър - Скопие, 2011;
- Етиен — „Възходът и падението на кабарето“, Артур Шницлер, р. Владимир Милчин, МНТ, 2013;
- Хела — „Майстора и Маргарита“, Михаил Булгаков, р. Иван Поповски, МНТ, 2015;
- Ени, Кити — „Чикаго“, Фред Еб и Боб Фос, р. Наташа Поплавска, МНТ, 2015;
- Клайковица, Чуле — „Силјан штркот шанца“, Деян Дуковски, р. Сърджан Яникиевич, МНТ, 2016;
- Актрисата — „Говорна мана“, Горан Маркович, р. Драгана Милошевска-Попова, МНТ, 2017;
- Мари-Терез Валтер — „Госпоѓиците од Авињон“, Сашо Димовски, р. Ненад Витанов, МНТ, 2018;
- Катя, слугиня — „Един месец на село“, Иван Тургенев, р. Паоло Маджели, МНТ, 2018;
- Вещица 2 — „Макбет“, Уилям Шекспир, р. Нела Витошевич, МНТ, 2019.

## Филмография
- Първата девойка — „Превртено“, р. Игор Иванов-Изи, 2007;
- Ена — „Бунило“, р. Дариан Пейовски, 2009;
- Ана — „Мајки“, р. Милчо Манчевски, 2013;
- Нели — „Вера, љубов и виски“, р. Кристина Николова, 2012;
- Ана — „Скопје Ремиксд“, р. Дариан Пейовски, 2012;
- Парти Гоер — „Ефект Пепелашка“, р. Шейн Мортон, 2012;
- Александра Ивановска — „Само кажувам“, р. Йелена Гаврилович, късометражен филм, 2013;
- Лина — „Материјал за аудиција“, р. Гьорче Ставрески, 2013;
- „Збор“, р. Слободан Деспотовски, 2015;
- „Без љубов“, р. Дина Дума, краткометражен филм, 2017;
- Ана — „Ефект на среќа“, р. Борян Зафировски, 2019.

Телевизионни сериали
- Калина — „Од денес за утре“, р. Иво Лауренчиќ, 2010;
- Учителката Василка — „Тврдокорни“, 2013;
- Антония — „Инсајдер“, 2017.

Телевизионни предавания
- Водеща на емисията „Дај побрзај“, 2009;
- Участничка в риалити шоу „Сървайвър“, 2009.